# Neodexiopsis hydrotaeiformis
Neodexiopsis hydrotaeiformis är en tvåvingeart som beskrevs av John Otterbein Snyder 1958. Neodexiopsis hydrotaeiformis ingår i släktet Neodexiopsis och familjen husflugor. Inga underarter finns listade i Catalogue of Life.